# Мортон, Роджерс
Роджерс Кларк Баллард Мортон (англ. Rogers Clark Ballard Morton; 19 сентября 1914, Луисвилл, штат Кентукки, США — 19 апреля 1979, Истон, штат Мэриленд, США) — американский государственный деятель, министр внутренних дел США (1971—1975), министр торговли США (1975—1976).

## Биография

### Юность и начало карьеры
Родился в семье врача Дэвида Кларка Мортона. Его брат Трастон Мортон также выбрал политическую карьеру, был председателем Национального комитета Республиканской партии и представлял штат Кентукки в Палате представителей, а затем в Сенат конгресса Соединенных Штатов.
В 1937 г. окончил Йельский университет, в котором принадлежал к братству Дельта Каппа Эпсилон. Затем, решив стать врачом, как и его отец, поступил в Колумбийский университет, специализируясь на хирургии. Однако через год прервал обучение.
В 1938 г. поступил на службу в ВМС Соединенных Штатов, однако вскоре был комиссован из-за проблем со спиной. После этого занимался мукомольным бизнесом, принадлежавшим семье его матери.  В 1941 г., в самом начале Второй мировой войны, был зачислен в войска самоходной полевой артиллерии, принимал участие в боевых действиях в Европе. Демобилизовался в чине капитана в 1945 г.
После войны вернулся в семейный бизнес: в 1947—1951 гг. возглавлял компанию Ballard & Ballard. В 1952 г. его бизнес был объединен с Pillsbury Flour Company, где он в течение нескольких лет работал на должности директора и члена исполнительного комитета.

### Политическая карьера
В 1947 г. впервые принял участие в выборах, помогая брату Трастону стать членом Палаты представителей от штата Кентукки. В начале 1950-х гг. переехал в Мэриленд, где занялся животноводством. В 1962 г. на выборах в Палату представителей победил действующего депутата Томаса Фрэнсиса Джонсона. Переизбирался еще четыре срока, вплоть до 1971 г. Активно работал над законами, направленными на сохранение экологии Чесапикского залива, созданием национального парка островов Ассатиг (Assateague Island), поддержал «Закон о гражданских правах» (1964), но голосовал против его редакции 1968 г.
В ходе предвыборной президентской кампании Ричарда Никсона активно вел блок, связанный с вопросами окружающей среды, рассматривался в качестве возможного кандидата на пост вице-президента. За его вклад в победу на выборах был назначен на пост председателя Национального комитета Республиканской партии.
В 1971—1975 гг. — министр внутренних дел США. На этом посту особых достижений не добился, напротив, министерство лишилось ряда важных функций. Например, во время нефтяного кризиса 1973 гю, подразделение, отвечавшее за направление нефти и природного газа было передано Управлению мобилизационной готовности. Кроме того, именно он объявил о строительстве Трансаляскинской трубопроводной системы, хотя не оказывал влияния на определение её маршрута. В момент ухода в отставку подвергался критике в СМИ за безынициативность.
В 1975—1976 гг. — министр торговли США. Затем был переведен на должность «специального советника президента», консультирующего главу государства по вопросам внутренней и экономической политики. Он также вошел в состав предвыборного штаба Джеральда Форда. В апреле 1976 г. стал главой предвыборного штаба, но в конце августа того же года был заменен на этом посту на Джеймса Бейкера.
После ухода в отставку в 1976 г. вернулся на свою ферму «Presqu’isle» в штате Мэриленд.